# B. A. Jansen
B. A. Jansen war ein niederländischer Hersteller und Importeur von Fahrrädern, Motorrädern und Automobilen.

## Unternehmensgeschichte
Das Unternehmen aus ’s-Hertogenbosch wurde 1883 gegründet. Der Import von Fahrrädern begann. Später folgte die Herstellung eigener Fahrräder, die als Yankee-Style vermarktet wurden. 1898 kam der Import von Fahrzeugen von De Dion-Bouton hinzu, später auch Cambier. Die Produktion eigener Motorräder und Automobile lief nur von 1898 bis 1901. Die Markennamen lauteten sowohl Jansen als auch De Toerist.

## Automobile
Ein Modell war ein Dreirad und hatte einen Einzylindermotor von De Dion-Bouton mit 3 ½ PS Leistung. Daneben gab es eine vierrädrige Voiturette mit Frontmotor von De Dion-Bouton und 3 ½ PS, später 4 ½ PS Leistung.